# Fuentes de Corbero
Fuentes del Corbero (oficialmente en asturiano: Fontes de Corveiru) es una parroquia de España. Está situada en el concejo de Cangas del Narcea, en la comunidad autónoma de Asturias. Tiene una población de 25 habitantes (INE 2023).